# خیلوتلان دی لاس دولورس
خیلوتلان دی لاس دولورس (به اسپانیایی: Jilotlán de los Dolores) یک منطقهٔ مسکونی در مکزیک است که در خالیسکو واقع شده‌است. خیلوتلان دی لاس دولورس ۱٬۵۱۱٫۷۸ کیلومتر مربع مساحت و ۵۸٬۵۷۹ نفر جمعیت دارد.